# VfB Bottrop
Maillots
Le VfB Bottrop est un club allemand de football localisé à Bottrop en Rhénanie-du-Nord-Westphalie.

## Histoire
Le club fut créé le 29 juin 1900 sous l’appellation Verein für Turn- und Volksspiele Bottrop. En 1908, ce cercle créa une section de football qui prit ensuite son indépendance.
Le club fut un des premiers créés en Rhénanie-du-Nord-Westphalie et qui rejoignit la Rheinisch-Westfälischen Spielverband.
En 1922, le club prit le nom de Verein für Bewegungsspiele (VfB) Bottrop. Il évolua à diverses reprises dans la plus haute ligue de Bas-Rhin. Liors de la saison 1932-1933, le club termina à la 6e place et n’accéda pas à la Gauliga Niederrhein, une des seize ligues créées sur les exigences des Nazis dès leur arrivée au pouvoir en 1933.
Après la Seconde Guerre mondiale, le club fut dissous par les Alliés, comme tous les clubs et associations allemands (voir Directive n°23). Le VfB Bottrop fut rapidement reconstitué.
Lors de la saison 1949-1950, il joua en 2. Oberliga West, une ligue située au niveau 2 de la hiérarchie. Malgré une 11e place, il en fut relégué mais y revint pour le championnat 1951-1952. À cette occasion, il finit vice-champion du Groupe 1 et fut donc en ordre utile pour rester à ce niveau alors que la 2. Oberliga West était ramenée à une seule série pour la saison suivante.
Le VfB Bottrop joua les premiers rôles au niveau 2 pendant plusieurs saisons. En 1955, 1956, et 1957 le cercle se classa 3e, soit juste sous les deux promus vers l’élite de l’époque, l’Oberliga West. Le club resta dans le haute du tableau (à l’exception des saisons 1961 et 1962) mais n’accéda jamais à l’Oberliga.
Au terme de l’exercice 1962-1963, la DFB instaura la Bundesliga, la première ligue nationale unifiée de l’Histoire du football allemand. Cette ligue remplaça les Oberligen en place depuis 1947 au sommet de la hiérarchie. De son côté, le VfB Bottrop remporta à ce moment la 2. Oberliga West, mais ne monta donc pas de niveau et resta au 2e, en devenant un des fondateurs de la Regionalliga West.
Le VfB Bottrop joua à l’ascenseur lors championnats suivants. Relégué en 1964, il remonta pour une saison en 1965 puis fut à nouveau promu en 1967. Ensuite, le cercle n’apparut plus jamais au 2e étage de la pyramide du football allemand.
Durant près de quinze ans, le club resta au niveau 3 ou niveau 4. En fin de championnat 1980-1981, le VfB Bottrop remonta en Oberliga, l’Oberliga Nordrhein, mais cette ligue était alors au niveau 3, derrière la Bundesliga et la 2. Bundesliga. Le club redescendit après une saison terminée à la 16e place sur 18.
Au début des années 1990, le VfB Bottrop trop endetté fut mis sous tutelle par le Tribunal du Commerce qui mit en place une direction d’urgence pendant six mois. Le club s’en tira et évolua quelques saisons en Landesliga (niveau 5).
Depuis, le VfB Bottrop resta dans les ligues régionales inférieures.

## Anciens joueurs
- Dieter Herzog